# Polyalthia lancilimba
Polyalthia lancilimba là một loài thực vật thuộc họ Annonaceae. Đây là loài đặc hữu của Trung Quốc.